# Prowincja Phang Nga
Phang Nga (taj. พังงา) – jedna z prowincji (changwat) Tajlandii nad Morzem Andamańskim na Półwyspie Malajskim. Sąsiaduje z prowincjami Ranong, Surat Thani i Krabi. Niedaleko od jej wybrzeża znajduje się wyspa i prowincja Phuket.